# 白齿麝鼩
白齿麝鼩（学名：Crocidura leucodon）也称白腹麝鼩，为鼩鼱科麝鼩属的动物。在中国大陆，分布于新疆、内蒙古等地，多见于水边草甸以及村庄农田。该物种的模式产地在法国斯特拉斯堡。
最新研究表明中国境内分布的本种实际应为独立种－西伯利亚麝鼩（Crocidura sibirica），中国境内无本种分布。